# Вишникина, Людмила Ивановна
Людмила Ивановна Вишникина (7 сентября 1939) — передовик советского машиностроения, бригадир слесарей-сборщиков электрических машин и аппаратов завода «Миассэлектроаппарат» Министерства электротехнической промышленности СССР, Челябинская область, полный кавалер ордена Трудовой Славы (1986).

## Биография
Родилась в 1939 году в городе Туапсе Краснодарского края в русской семье. В детстве вся семья переехала на постоянное место жительство на Урал в город Миасс. Здесь завершила обучение в школе и школе фабрично-заводского ученичества.
В 1961 году трудоустроилась и всю свою жизнь проработала на одном заводе "Миассэлектроаппарат". В самом начале своего трудового пути была ученицей заготовщика электромашинного цеха, затем - резчицей изоляции, намотчицей изоляции. В 1969 году перешла работать слесарем-сборщиком электротехнических машин и аппаратов. Работала в электромашинном механосборочном цехах. Позже была назначена бригадиром слесарей-сборщиков.
Отличалась высокой квалификацией, знала весь процесс сборки. Автор ряда инициатив в производстве. Именно её бригаде доверяли освоение новых видов производства машин.
Указом Президиума Верховного Совета СССР от 22 апреля 1975 года была награждена орденом Трудовой Славы III степени.
Указом Президиума Верховного Совета СССР от 31 марта 1981 года была награждена орденом Трудовой Славы II степени.
Указом Президиума Верховного Совета СССР от 10 июня 1986 года "за большой вклад в повышение производительности труда и изготовление продукции высокого качества" Людмила Ивановна Вишникина была награждена орденом Трудовой Славы I степени. Стала полным кавалером Ордена Трудовой Славы.
Находится на пенсии с 1994 года. Отработала на Миасском заводе более 33 лет. Активно занимается общественной деятельностью в совете ветеранов. Избиралась депутатом Челябинского областного совета. С 1982 по 1987 была членом ЦК ВЦСПС.
Проживает в городе Миасс Челябинской области.

## Награды и звания
- Орден Трудовой Славы I степени (10.06.1986);
- Орден Трудовой Славы II степени (31.03.1981);
- Орден Трудовой Славы III степени (22.04.1975);
- медали.